# 平手将之
平手 将之（ひらて まさゆき）は日本の漫画家。男性。

## エピソード
- 『週刊少年サンデー』2008年12号において「僕の考えた番長大募集!!」（『金剛番長』）の告知がなされた時に記入例として漫画家・平手将之くん（22歳）の作品「熊猫番長」が紹介された。

## 受賞歴
- なぜだか正義ロボ（まんがカレッジ 2006年3・4月期 あと一歩で賞）
- 新世界より!!（まんがカレッジ 2006年6月期 努力賞）

## 作品

### 連載
- 夏草ホームベース（クラブサンデー2009年3月31日 - 2010年3月16日、全2巻）

### 読切
- 発明会長 島中泉（週刊少年サンデー超2007年3月25日号）
- ドタバタ図書委員!!（週刊少年サンデー超2007年7月25日号）
- 吉野さんと小松くんと（週刊少年サンデー超2008年1月25日号）
- かもんごおすとっ!!（週刊少年サンデー超2008年7月24日号）
- 東の国からさいゆーき!!（週刊少年サンデー超2008年9月24日号）
- フジミ注意報!!（週刊少年サンデー2008年43号）
- 将棋部のススメ!!（まんがくらぶ2010年6月号）
- 週刊少年プリン（週刊少年サンデー2011年21号）